# 史派克·李
史派克·李（英語：Spike Lee，1957年3月20日—），原名謝爾頓·傑克遜·李（Shelton Jackson Lee），美國導演製片人、編劇及演員。他曾獲得艾美獎，並曾獲得奥斯卡最佳改編劇本獎。他的電影討論許多關於政治與社會的議題，他也時常在他的電影作品裡面演出。他同時也在哥倫比亞大學與紐約大學教授電影。
他的電影製作公司「40英畝及一頭騾影業」（40 Acres & A Mule Filmworks）從1983年起已經製作了超過35部電影。
2015年被奥斯卡组委会授予荣誉奖即奥斯卡终身成就奖。2019年，憑《黑色黨徒》在第91屆奧斯卡金像獎中贏得最佳改編劇本獎。

## 早年
本名Shelton Jackson Lee，生於美國喬治亞州的亞特蘭大。母親Jacqueline Carroll（閨姓Shelton）是一名藝術及黑人文學教師，父親William James Edward Lee III則是一名爵士音樂家。「Spike」是母親給他的小名。
李大學畢業於一間相當有名的傳統黑人大學——莫爾浩司學院（Morehouse College）；他主修的雖然是大眾傳播，但期間卻到鄰近的大學修讀了不少電影課程，更拍攝了他第一套電影。其後，他到紐約大學電影及電視系繼續學業，最後獲藝術創作碩士。同學之一是李安，李安並曾參加他拍攝的畢業論文電影《Joe's Bed-Stuy Barbershop: We Cut Heads》的製作，劇情反映當時的學生生活。

## 事業
他曾經為2K Sports的NBA2K16中的生涯模式編導故事。

## 個人
美國職業籃球NBA紐約尼克隊忠實球迷。

## 作品

### 電影
- 《美夢成箴（英语：She's Gotta Have It）》（1986）
- 《學校萬花筒》（1988）
- 《為所應為》（1989）
- 《愛情至上》（1990）
- 《叢林熱》（1991）
- 《黑潮麥爾坎》（1992）
- 《史派克·李之爵士布魯克林（英语：Crooklyn）》（1994）
- 《黑街追緝令（英语：Clockers (film)）》（1995）
- 《6號叩應女郎（英语：Girl 6）》（1996）
- 《登上巴士（英语：Get on the Bus）》（1996）
- 《單挑（英语：He Got Game）》（1998）
- 《酷暑殺手（英语：Summer of Sam）》（1999）
- 《王牌電視秀（英语：Bamboozled）》（2000）
- 《25小時（英语：25th Hour）》（2002）
- 《出賣雄風（英语：She Hate Me）》（2004）
- 《臥底》（2006）
- 《聖安娜的奇蹟》（2008）
- 《雷德胡克的夏天（英语：Red Hook Summer）》（2012）
- 《復仇》（2013）
- 《耶穌的甜血（英语：Da Sweet Blood of Jesus）》（2014）
- 《芝拉克》（2015）
- 《黑色黨徒》（2018）
- 《誓血五人组》（2020）
- 《天國與地獄》（2025）

### 電視劇
- 《惡棍自由之城（英语：Sucker Free City）》（2004）
- 《美夢成箴（英语：She's Gotta Have It (TV series)）》（2017-2019）

### 紀錄片
- 《4個小女孩（英语：4 Little Girls）》（1997）
- 《怪胎（英语：Freak (film)）》（1998）
- 《喜劇之王（英语：The Original Kings of Comedy）》（2000）
- 《一部休伊·牛頓的故事（英语：A Huey P. Newton Story）》（2001）
- 《群星為紐約而唱（英语：The Concert for New York City）》（2001，章節〈Come Rain or Come Shine〉）
- 《吉姆布朗：全美最佳球員（英语：Jim Brown: All-American）》（2002）
- 《決堤之時（英语：When the Levees Broke）》（2006）
- 《科比上場（英语：Kobe Doin' Work）》（2009）
- 《流浪異鄉（英语：Passing Strange）》（2009）
- 《那災難不再來（英语：If God Is Willing and da Creek Don't Rise）》（2010）
- 《飆25（英语：Bad 25 (film)）》（2012）
- 《麥可·傑克森之旅（英语：Michael Jackson's Journey from Motown to Off the Wall）》（2016）
- 《美國烏托邦（英语：American Utopia (film)）》（2020）

### 其他電影
- 《Joe's Bed-Stuy Barbershop: We Cut Heads（英语：Joe's Bed-Stuy Barbershop: We Cut Heads）》（1983）
- 《盧米埃爾與四十大導（英语：Lumière and Company）》（1995）
- 《十分鐘後：提琴魅力（英语：Ten Minutes Older）》（2002，章節〈We Wuz Robbed〉）
- 《被遺忘的天使（英语：All the Invisible Children）》（2005，章節〈Jesus Children of America〉）

## 參照
- 律政狂鯊